# Nadine Sutherland
Nadine Sutherland (15 de março de 1968) é uma cantora de reggae jamaicana cujos primeiros estágios da carreira foram guiados por Bob Marley. Ela se tornou uma cantora de sucesso nos anos 1990.

## Biografia
Sutherland nasceu em Kingston, Jamaica e cresceu em Above Rocks na paróquia de Saint Catherine. Ela começou a cantar em 1979, ganhando o concurso de talento Tastee Talent Contest (vencendo Paul Blake e Yellowman), com seus pais agenciando sua carreira enquanto estudava na St. Andrew High School. Ela conciliou sua carreira musical com seus estudos de administração de negócios, e foi a primeira artista a assinar contrato com a gravadora Tuff Gong de Bob Marley, gravando "Starvation on the Land" aos onze anos. Também gravou canções de reggae cristão, como "Hands and Heart", "A Young One Like Me" e "Work and Pray". Após a morte de Marley, Sutherland cantou em concertos memoriais fora da Jamaica, junto com Ziggy Marley and the Melody Makers, os I Threes e the Wailers.
Ela teve problemas para se firmar como artista solo e após uma turnê nos EUA apoiando Bunny Wailer, trabalhou como backing vocal no estúdio Music Works de Gussie Clarke. Foi trabalhar com Donovan Germain no seu Penthouse Studios, e Germain produziu seu hit de 1993 "Action", uma combinação com Terror Fabulous. A faixa foi usada pelo Partido Trabalhista da Jamaica como seu tema da campanha eleitoral, e em 2007 foi incluída pela Vibe na posição 19 da lista dos 50 maiores duetos de todos os tempos.
Em 2006 ela cantou no Reggae Sunsplash, e em 2007 lançou o álbum Call My Name, que foi um sucesso na Jamaica assim como nas paradas de reggae na Flórida e em Nova Iorque.

## Discografia
- Nadine Until (1985)
- Nadine (1997), Xterminator/VP
- Call My Name (2007), Eight76 – Billboard Top Reggae Albums No. 11[10]